# لانتانا متحولة
لانتانا متحولة (الاسم العلمي: Lantana demutata) هي نوع نباتي يتبع جنس اللانتانا من فصيلة اللويزية.